# Calalberche
Calalberche es una urbanización perteneciente al municipio español de Santa Cruz del Retamar, en el extremo norte de la provincia de Toledo, en el límite con la Comunidad de Madrid. Rodeado por los municipios de Méntrida, Villa del Prado y Aldea del Fresno, Calalberche cuenta con una población de 1 205 habitantes (Año 2021).

## Historia
1966, D. Juan Alfonso Güell y Martos y actual Marquesado de Comillas.[cita requerida], poseía entre otro patrimonio la finca denominada “El Alamín” de aproximadamente 7000 hectáreas de superficie repartidas entre Madrid y Toledo, parte de sus tierras eran un antiguo coto de caza y el resto de ellas destinadas a la agricultura y ganadería. A principios del año 1966 y a iniciativa del propio Marqués de Comillas, decide destinar una gran parte de terreno de la citada finca El Alamín a crear una urbanización para el recreo, expansión y vacaciones sobre todo de los madrileños, lo que actualmente hoy se conoce como la Urbanización Calalberche.
Juan Alfonso Güell y Martos asesorado y dirigido por distintas personas de su confianza delimitan de una sola vez la llamada Urbanización Calalberche,  eligiendo el terreno perteneciente a la provincia de Toledo, concretamente al término de Santa Cruz del Retamar, lindando con los pueblos madrileños de Aldea del Fresno y de Villa del Prado, así como la localidad toledana de Méntrida, abarcando la futura urbanización todo el encanto de la zona de la Ribera del Alberche, con las vistas a la Sierra de Gredos y a la Sierra del Guadarrama, creando un entorno paisajístico magnífico.
Posteriormente Juan Alfonso Güell y Martos crea la Compañía Cerro de las Olivas S.A, con el objeto de desarrollar todas las obras de urbanización, parcelación, calles y distintos servicios de Calalberche, nombrando administradora principal de la empresa a su esposa, Dª Mª de los Reyes Merry de Val y Melgarejo, así como también como administrador a su cuñado D. Joaquín Merry Del Val, siendo este el que llevó la dirección de la empresa junto con un equipo de juristas y técnicos del entorno.
Las obras para desarrollar la Urbanización Calalberche se desarrollaron en tres fases a lo largo de 5 o 6 años y en 1967 empezó a llenarse Calalberche de propietarios y así fue creciendo la Urbanización poco a poco. En 1976 el Ayuntamiento de Santa Cruz del Retamar y la empresa Cerro de las Olivas S.A. llegaron a un acuerdo y se hizo la cesión a favor del Ayuntamiento de Santa Cruz del Retamar.

## Geografía y toponimia
Calalberche se encuentra bañado por el río Alberche, perteneciente al sistema Central, se encuentra regulado en los embalses de Burguillo y Charco del Cura (Ávila); San Juan y Picadas (Madrid), este último muy próximo a Calalberche. La urbanización se encuentra enclavada en un entorno único, con unas vistas espectaculares de la sierra de Guadarrama y la sierra de Gredos. 
El centro geográfico de la península ibérica, según los estudios modernos se encuentra inmediatamente al sur de Calalberche, concretamente en una zona de Fincas Rústicas llamado El Romeral.
Con una extensión cercana a las de trescientas hectáreas, fue objeto a comienzos de la década de 1970 de la construcción de una urbanización como zona residencial vacacional, limitando con la Comunidad de Madrid, convirtiéndose en una de las urbanizaciones más grandes de Europa, con más de 2600 parcelas y unos 45 kilómetros de calles.
Calalberche, en gran parte se encuentra bañada por el río Alberche, donde se forman playas naturales creadas por el propio río.
También hay que destacar la vegetación de la zona,como las encinas, típicas de la presierra de Guadarrama y Sierra de Gredos, los enebros, quejigos y matorrales como la jara, la retama, el cantueso, la aulaga, el tomillo, alisos, fresnos, sauces, álamos y chopos.

## Demografía
La urbanización cuenta con más de 1000 personas viviendo de forma permanente. También cuenta con unas 2600 parcelas independientes y más de 2000 chalets construidos.
| Núcleos               | Habitantes (2021) |
| --------------------- | ----------------- |
| Calalberche           | 1.205             |
| Santa Cruz de Retamar | 3.554             |
| Población Total       | 4.759             |

El 25,32% del total de la población de Santa Cruz Del Retamar es Calalberche. 
Desglose de población según el Padrón Continuo por Unidad Poblacional del INE.

## Servicios
Actualmente cuenta con distintos Servicios Públicos y Privados, como:  

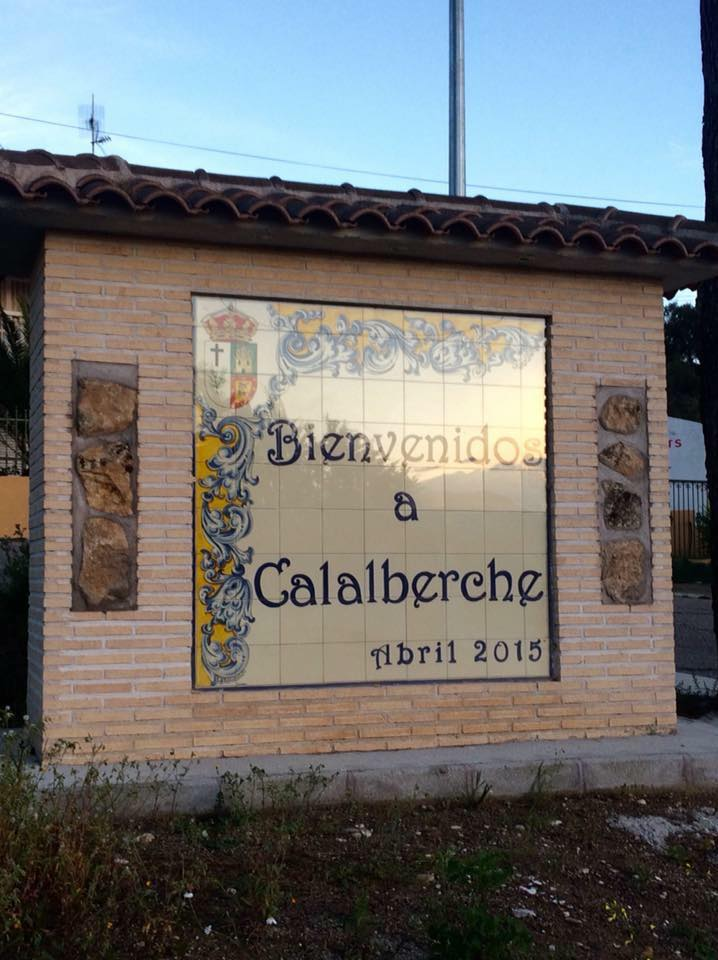

- Colegio público,[9] CEIP Ribera del Alberche

- Oficinas municipales
- Consultorio médico local (solo apertura los lunes y miércoles)
- Centro de ocio para jóvenes y mayores
- Pistas deportivas de fútbol, tenis, pádel y ping pong
- Punto limpio
- Sala multiusos
- Plaza de toros multiusos
- Parques Infantiles
- Iglesia Católica  de Santa María del Alberche
- Mercadillo (todos los domingos del año)
- Farmacia(Suárez Recio)
- Supermercado (Covirán)
- Peluquería (Sandra)
- Bares,restaurantes.
- Antena de telefonía móvil.
- Inmobiliaria (Corbalan)[10]
- Distintas empresas de obras y constructoras.

Servicio de Autobuses:
- Línea interurbana 548, empresa el Gato:[11] Madrid (Príncipe Pío) - Aldea del Fresno - Calalberche,  conectado la urbanización Calalberche con los siguientes pueblos madrileños Móstoles - Alcorcón (Hospital de Alcorcón)- Navalcarnero - Aldea del Fresno - Villamanta.(cada muchas horas)

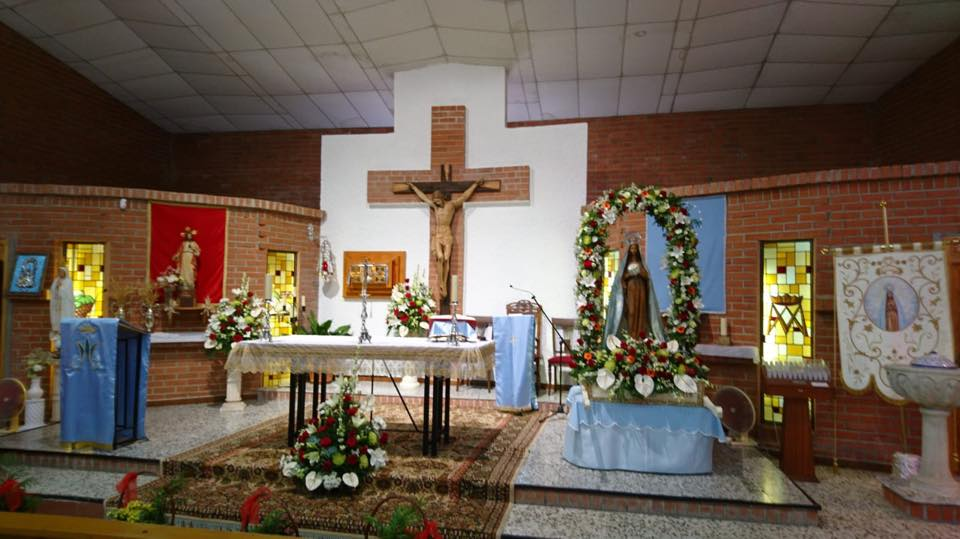

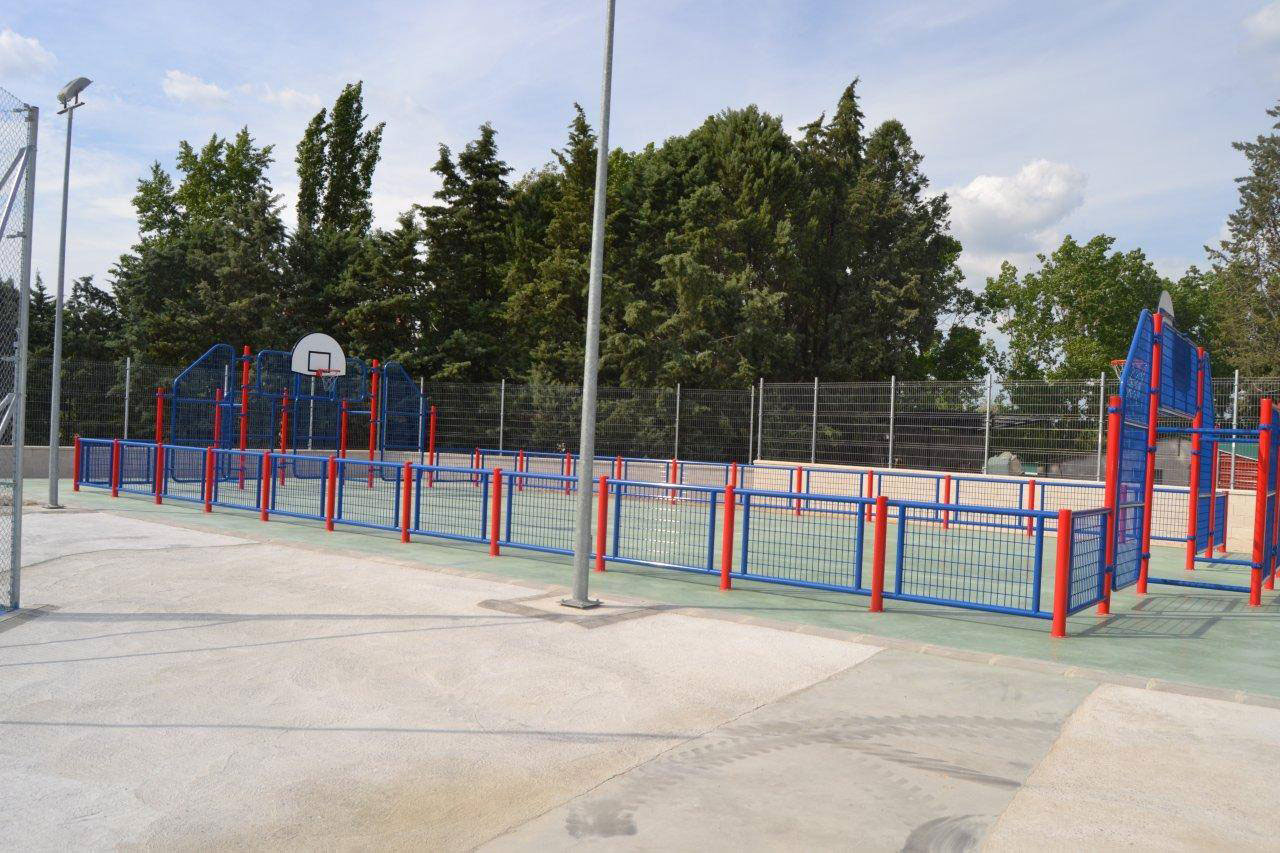

## Playas de Madrid

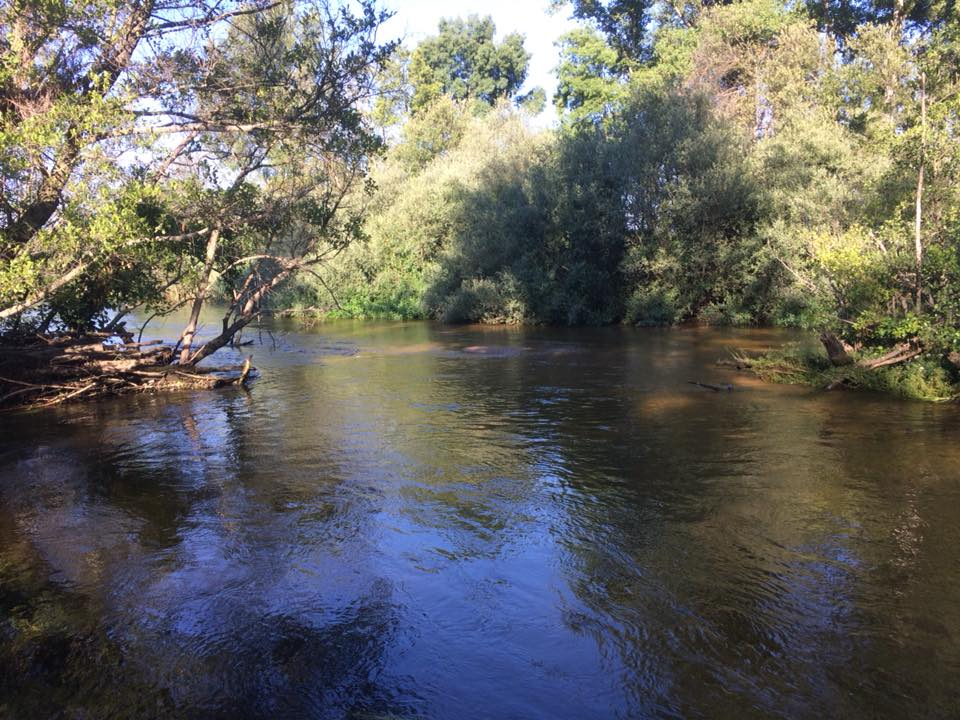

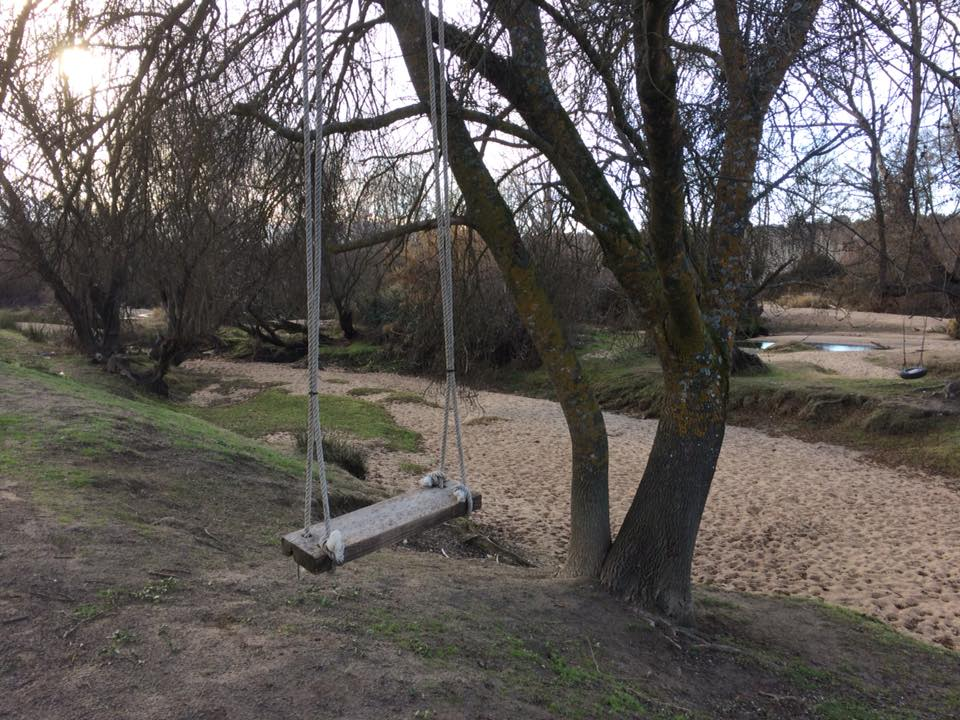

En la Urbanización Calalberche, en su gran parte se encuentra bañada por el río Alberche rodeando la urbanización junto al arroyo Virvi. En la zona del río Albeche se forman playas naturales creadas por el propio río.

## Colegio Público Ribera del Alberche
Colegio Público Ribera del Alberche, La Urbanización cuenta con el Colegio Público Ribera del Alberche, símbolo del crecimiento y consolidación de la Urbanización. Aparte de acoger a los niños de la zona, se imparten distintos cursos, conferencias y  charlas en su sala multiusos, también sus instalaciones deportivas se usan en horarios no lectivos para distintos eventos que se realizan en la Urbanización, como la Fiesta del Agua, campeonatos de fútbol sala, etc.

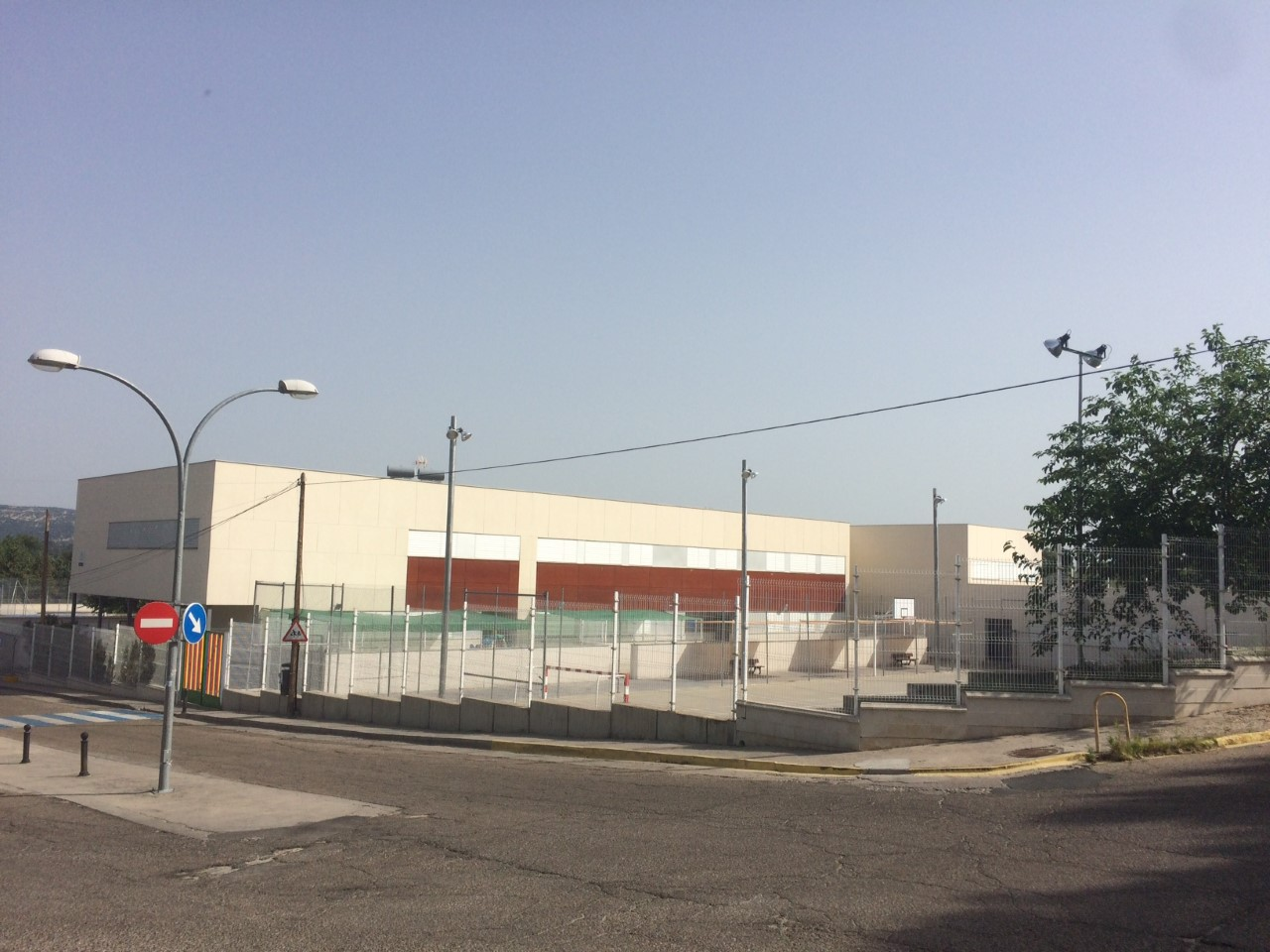

## Instalaciones deportivas

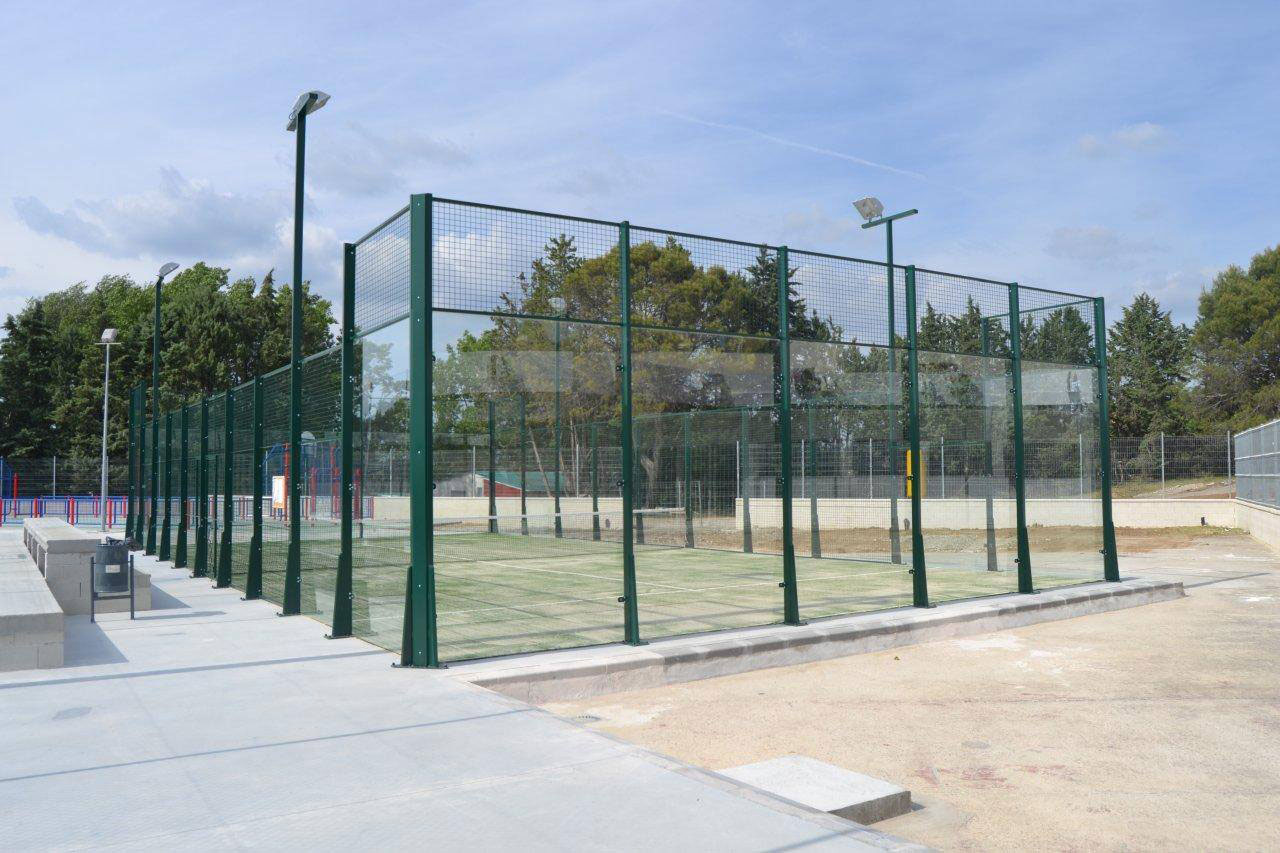
Pista de pádel

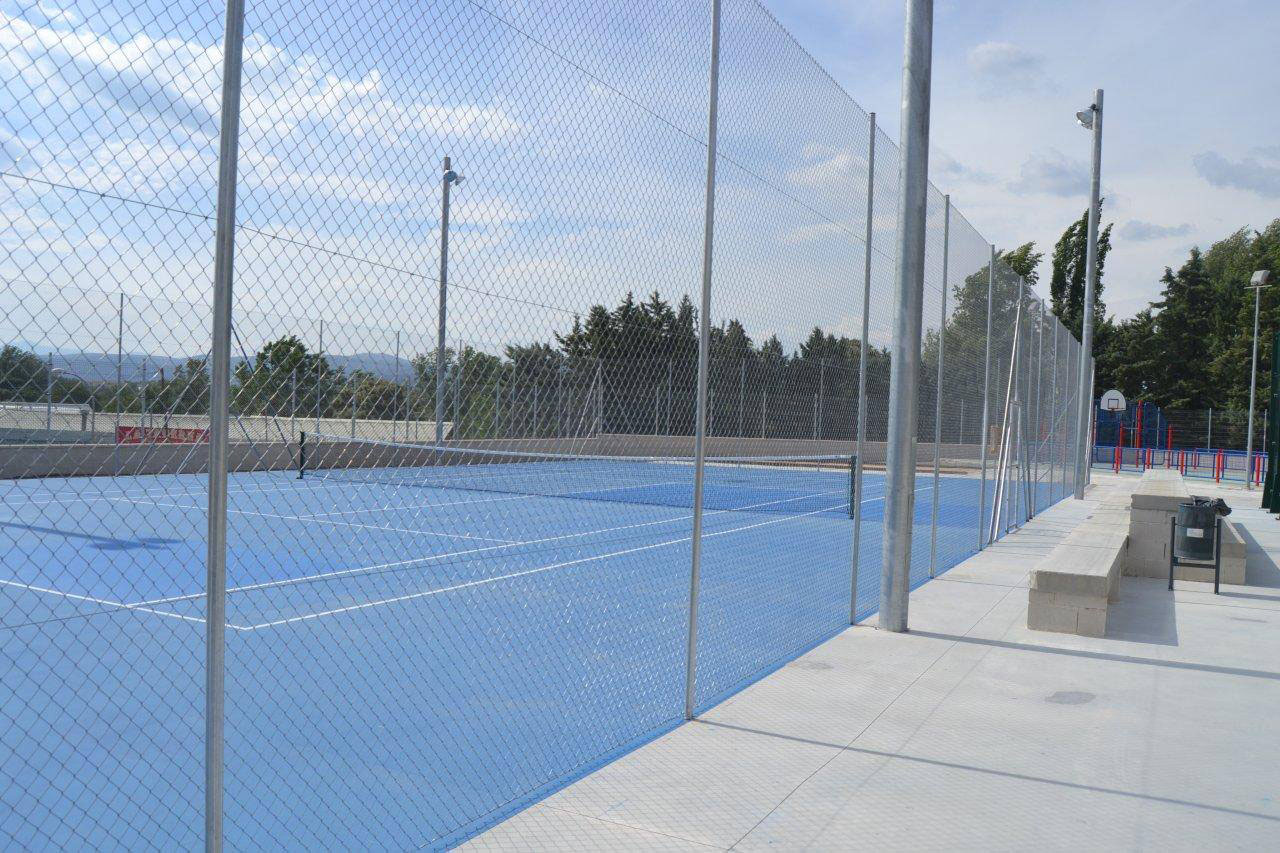
Pista de tenis

Actualmente Calalberche cuenta con dos instalaciones deportivas, una de ellas fue de creación de los propios vecinos cuando la urbanización era privada y no pertenecía al Ayuntamiento de Santa Cruz del Retamar, la cual consta de una pista de tenis, una pista de fútbol sala y baloncesto y una pista de fútbol de tierra, en su época de máximo esplendor estas instalaciones contaban con un quiosco-bar,  donde se hacían barbacoas. En la actualidad estas pistas deportivas al estar apartadas del núcleo urbano y no estar controladas están cada día más en deterioradas,  aunque mucha gente joven sigue disfrutando de ellas.
En el año 2018 se inauguraron las nuevas pistas deportivas situadas junto a las Oficinas Municipales de Calalberche. Estas instalaciones han sido un éxito para la juventud de la Urbanización ya que cuentan con una pista de pádel, una pista de tenis, una pista multiusos de fútbol y baloncesto y una pista de petanca. En las pistas de Pádel y Tenis se realizan todo tipo de cursos y actividades para todas las edades.  

## Mercadillo
Todos los domingos del año se instala paralelamente al río Alberche el mercadillo, acudiendo ese día gente de las localidades de alrededor para realizar sus compras y teniendo una gran afluencia de gente. En el Mercadillo se instalan todo tipo de puestos donde se puede comprar muy buena fruta traída de las localidades limítrofes de Villa Del Prado (Huerta de Madrid) y de Aldea del Fresno, también se puede encontrar distintos puestos de ropa, utensilios de cocina, panadería, puestos para mascotas, etc.  Es típico tomar el típico "vermut" en los bares-quioscos que se encuentra en la zona al terminar el recorrido del mercadillo.

## Parques infantiles y Paseo Bio-Saludable

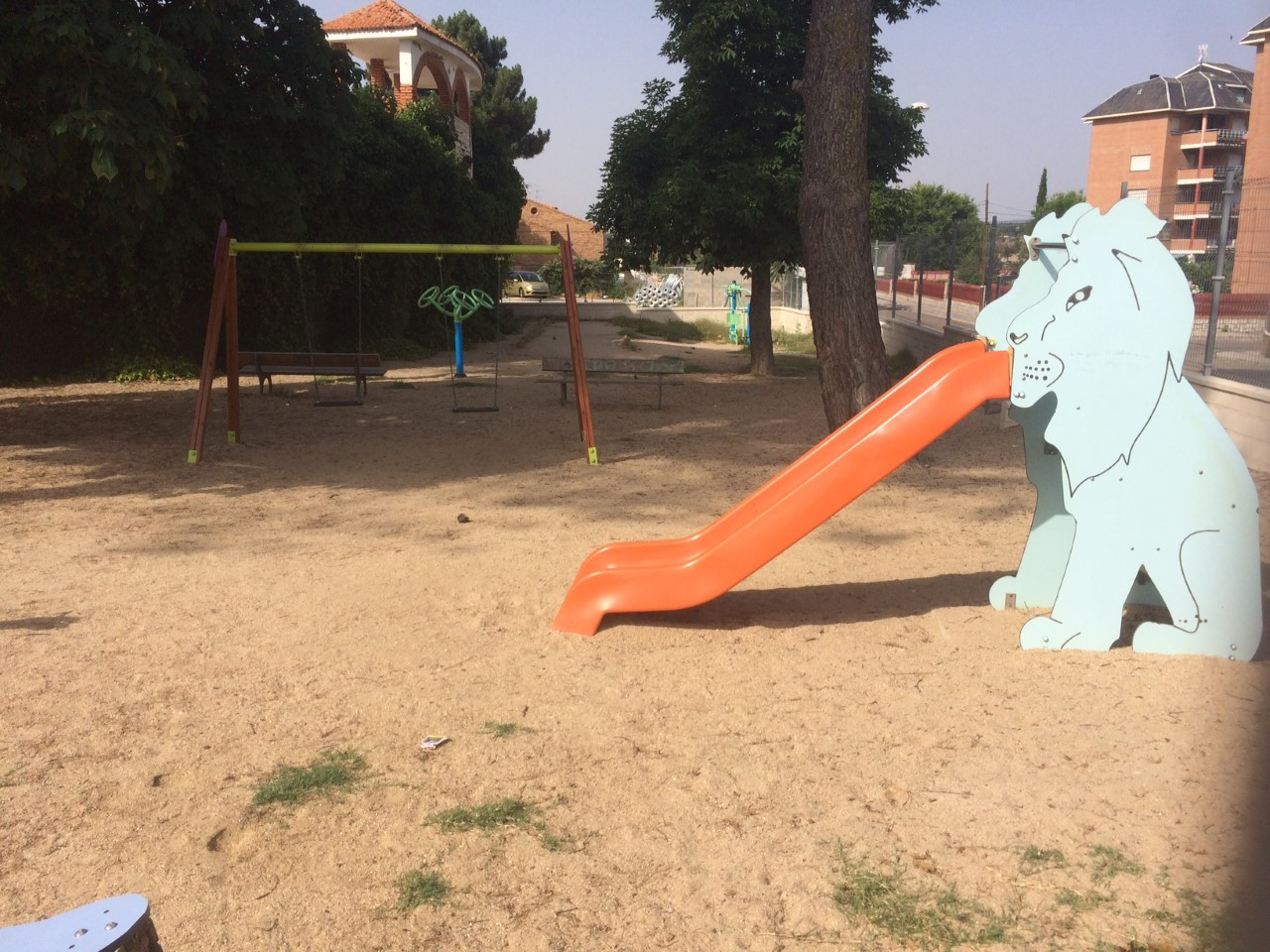
Parque Infantil Plaza de España

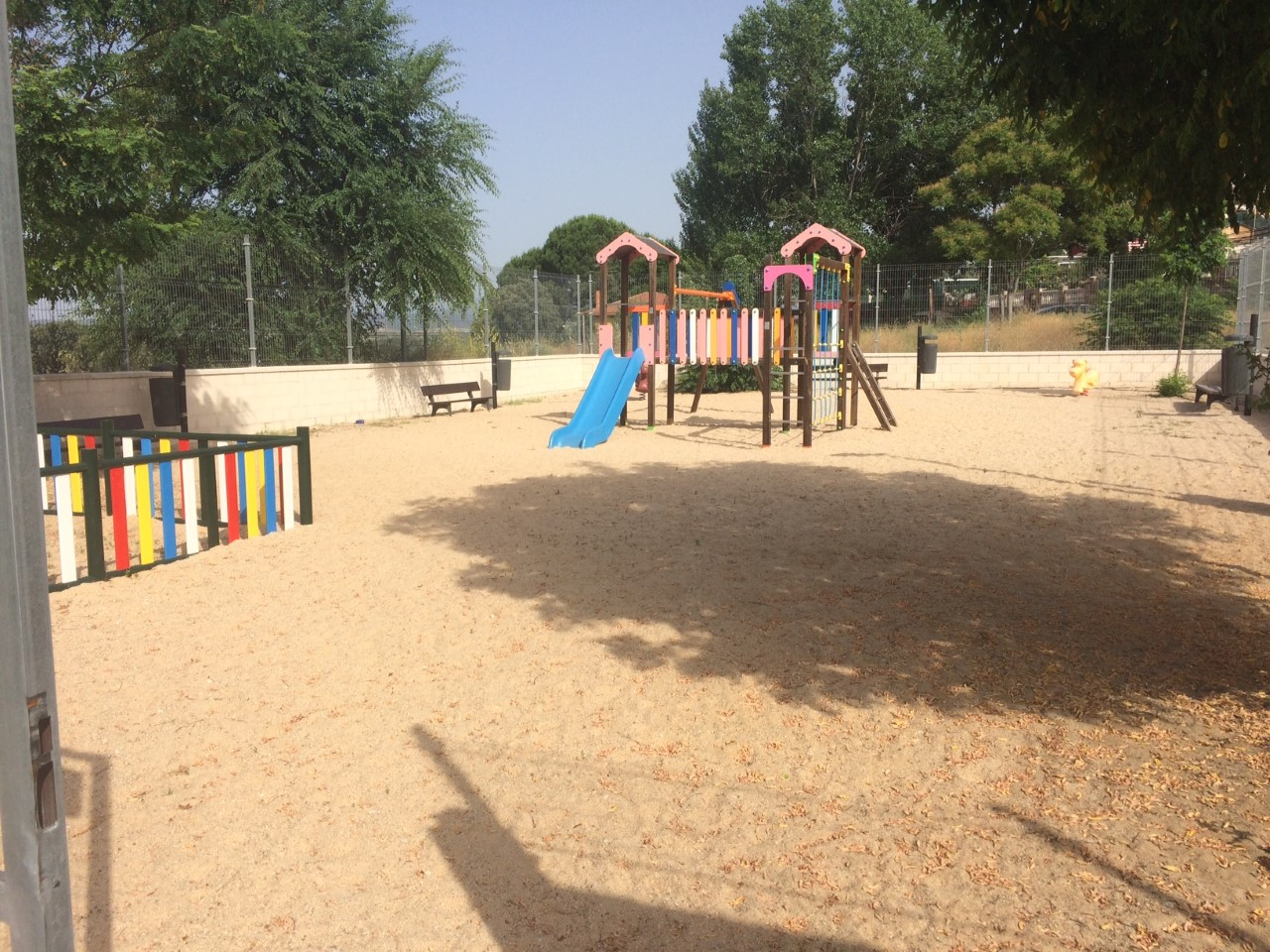

La urbanización cuenta con dos parques públicos con distintas zonas infantiles, uno junto a la Plaza de Toros multiusos y las Oficinas Municipales y otro ubicado al otro extremo de la Urbanización, ambos para niños de 0-12 años. 
También cuenta con un Paseo Bio-saludable paralelo al rio Alberche, de reciente creación en el año 2018, cuenta con máquinas de ejercicios bio saludables para mantener una buena salud física, bancos y árboles típicos de la Ribera del Alberche utilizando tanto por jóvenes como mayores.

## Senda del Arroyo Virvi

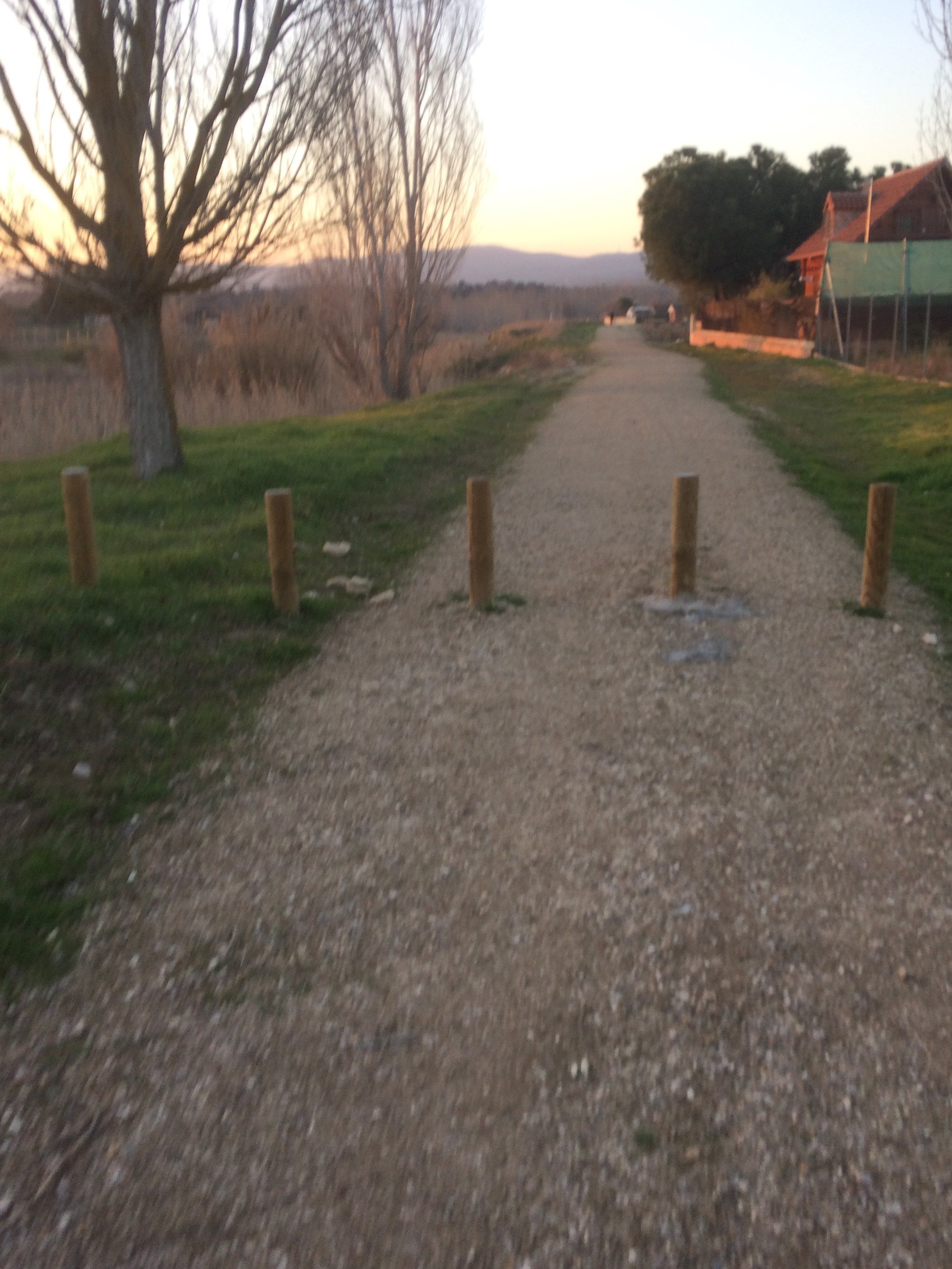
Paseo del Arroyo Virvi

Senda del Arroyo Virvi, impulsada por el Ayuntamiento de Santa Cruz del Retamar y la Confederación Hidrográfica del Tajo, la cual recorre parte del Arroyo Virvi a su paso por Calalberche hasta su desembocadura en el Río Alberche, la cual cuenta con un paseo por la Ribera del Arroyo Virvi , donde los vecinos de la urbanización aprovechan para caminar, pasear a sus mascotas o montar en bicicleta, dado que esta senda enlaza una de las instalaciones deportivas y el Rio Alberche.

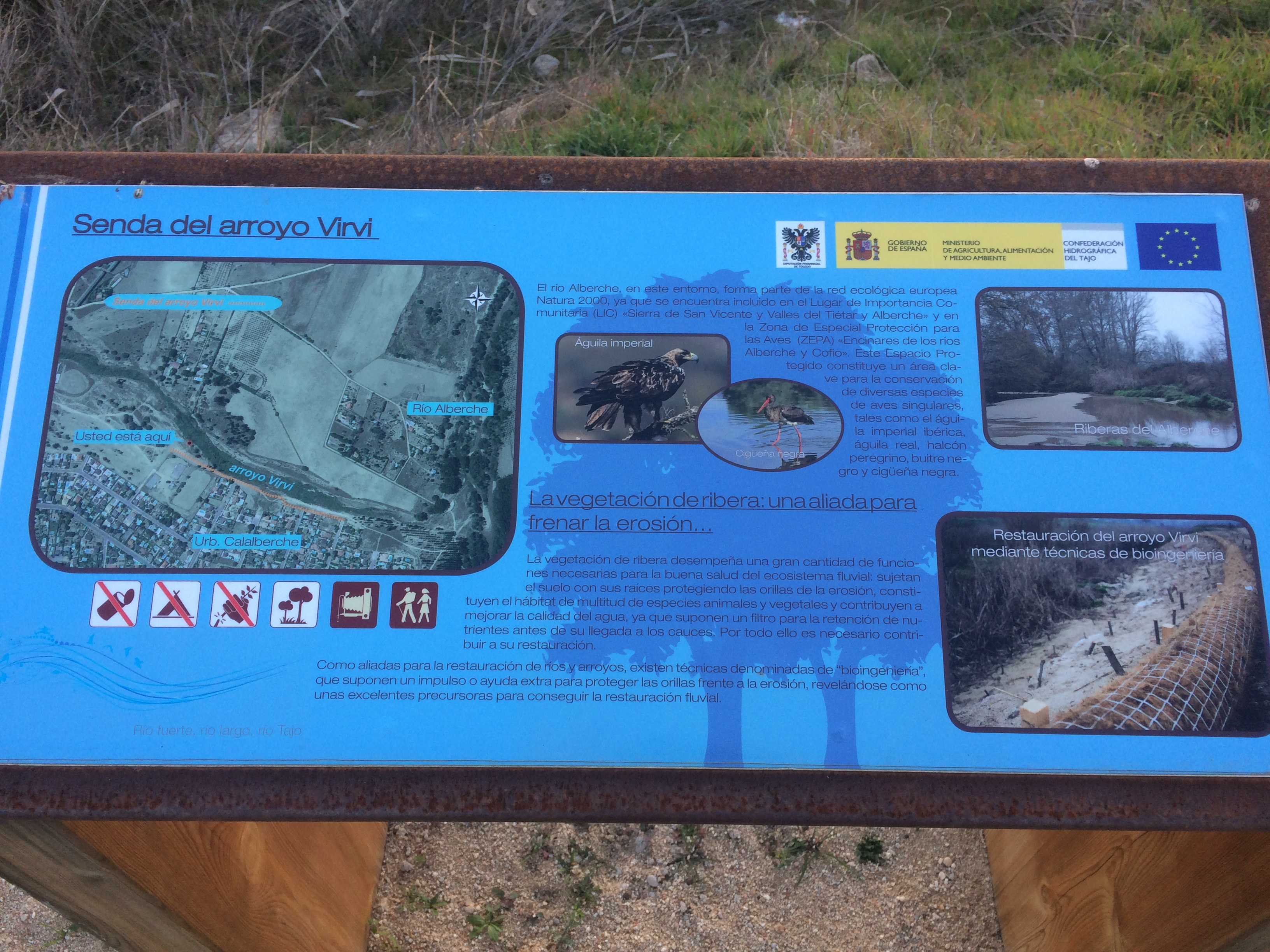
Senda del Arroyo Virvi

Esta senda, cuenta con un observador donde se pueden visionar distintas aves como el Águila imperial Ibérica, Águila Real, Halcón Peregrino, Buitre Negro, Cigüeña Negra, Tórtolas, Abubillas, Búho Real, Lechuza y Perdices integradas en el entorno típico de la Ribera del Alberche.

## Fiestas patronales y eventos

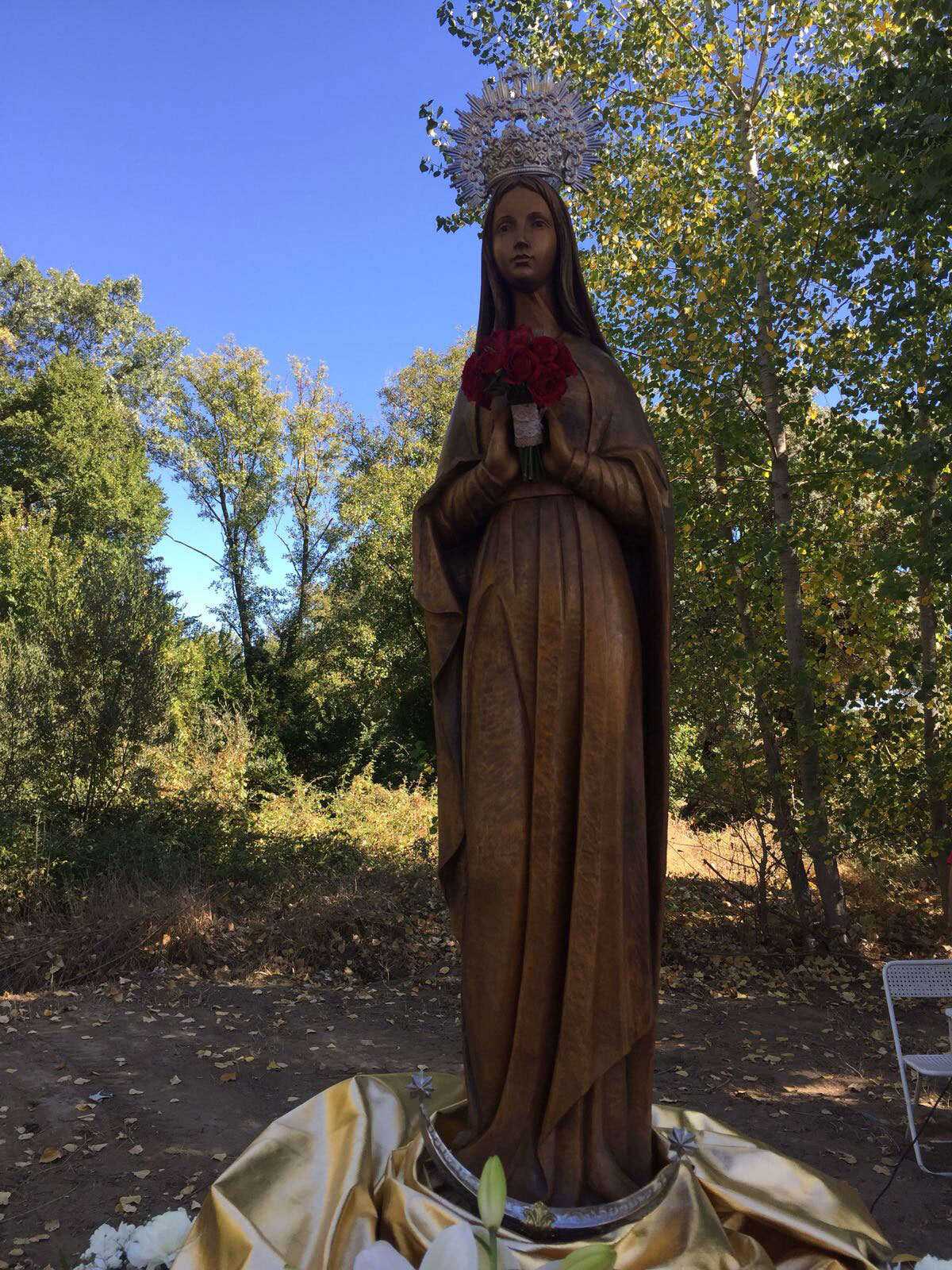
Santa María del Alberche

- Santa María del Alberche, 15 de agosto.
- Romería Santa María del Alberche (primer sábado de octubre). Fiesta en que se desciende la Virgen desde la Iglesia de Santa María del Alberche hasta una explanada junto al río Alberche, para posteriormente realizar una misa en honor a Santa María del Alberche, con actuación del Coro del Rociero de la Urbanización y una vez finalizada los calaberchanos comen en familia pasando un bonito día de campo.
- Semana Cultural, desarrollada durante el mes de julio.
- Halloween, Último fin de semana de octubre, se decoran las fachadas de las viviendas y se realiza pasaje del terror en la plaza de toros.
- Calalberche Vive la Navidad Programa festivo durante el periodo estival, donde se decoran las calles, se realizan concursos de fachadas navideñas, dulces... El día 25 se realiza la cabalgata de Papa Noel Motera, el 30 o 31 la urbanización se reúne en la plaza de toros para celebrar las precampanadas y el día de reyes se realiza una cabalgata de reyes por toda la urbanización

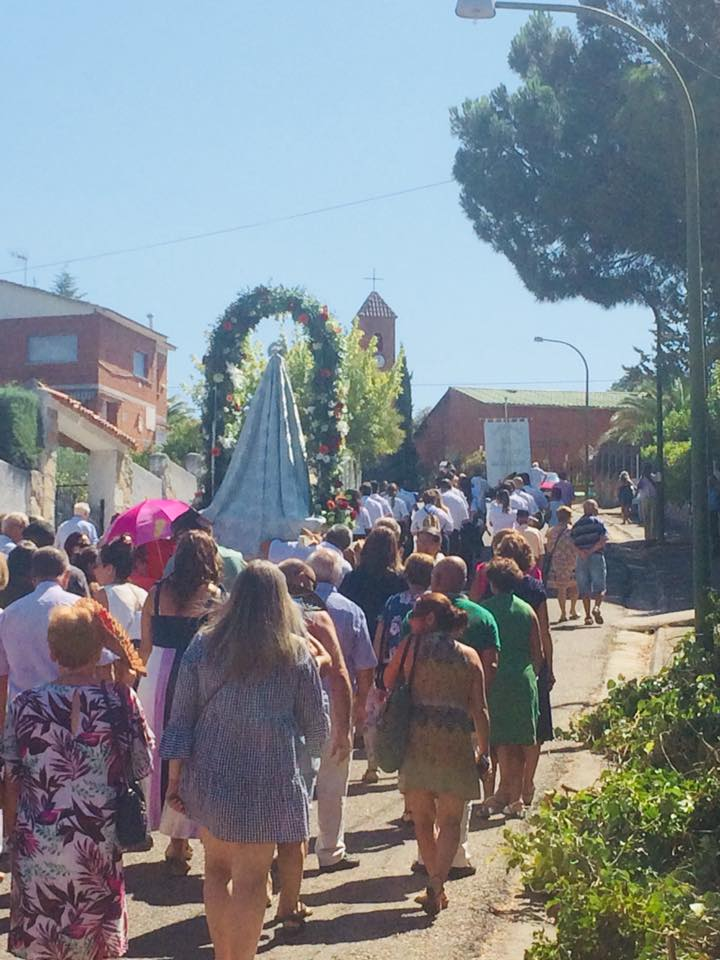